# 張美和
張美和（1314年—1396年），名九韶，字美和，以字行，江西清江人，元末明初政治人物。
其擅长词赋，在元朝末年屡次中举而未能任官。洪武三年，被推荐为縣學教諭。之后升任为国子监助教，后改任翰林院編修。之后辞职回乡时，朱元璋亲自为其写文章。之后又出任与錢宰等人编修《書傳會選》，事成后返乡。